# November Criminals
November Criminals ist ein US-amerikanischer Kriminalfilm aus dem Jahr 2017, bei dem Sacha Gervasi Regie führte. Das von Gervasi und Steven Knight geschriebene Drehbuch basiert auf Sam Munsons Roman The November Criminals aus dem Jahr 2010. Die Hauptrollen spielen Ansel Elgort, Chloë Grace Moretz, Catherine Keener und David Strathairn.
Der Film wurde am 7. November 2017 per Video-on-Demand veröffentlicht und am 8. Dezember 2017 in limitierter Auflage von Stage 6 Films und Vertical Entertainment veröffentlicht.

## Handlung
Der Film beginnt mit alten Aufnahmen des jungen Addison Schacht und seiner Mutter, die am Strand spielen. Ein Voice-Over enthüllt, dass Addisons Mutter sechs Monate vor den Ereignissen im Film an einem Aneurysma gestorben ist.
In der Gegenwart schickt der Teenager Addison Schacht zusammen mit seiner Freundin Phoebe Zeleny seine Studienplatzbewerbung an die University of Chicago ab. Anschließend gehen die beiden zum Kaffeetrinken in eine Bäckerei, wo ihr afroamerikanischer Freund Kevin Broadus arbeitet. Als sie wieder ins Auto steigen, gibt Phoebe zu, dass sie noch Jungfrau ist und möchte, dass sie gemeinsam vor dem College ihre Jungfräulichkeit verlieren. Addison stimmt zu und die beiden fahren zu Phoebe, um Sex zu haben. Kurz nachdem sie weg sind, hält ein bewaffneter Motorradfahrer vor der Bäckerei und stürmt mit gezogener Waffe hinein. Man hört einen Schuss.
Phoebe erfährt telefonisch von ihrer Mutter, dass Kevin in der Bäckerei erschossen wurde. Addison fährt nach Hause, hält aber bei der Bäckerei, die jetzt als Tatort abgesperrt ist. Addison spricht mit einem Kameramann, der wie selbstverständlich von Bandenkriminalität ausgeht. Addison ist verwirrt, weil der literaturintessierte Kevin für ihn nicht der Typ Mensch ist, der sich einer Straßenbande anschließt.
Die Polizei scheint ebenfalls von Bandenkriminalität auszugehen und die Schulleitung möchte möglichst schnell zum Alltag zurückkehren. Addison will dies nicht akzeptieren und beginnt seine eigene Ermittlung. Er fängt an, in der Schule Plakate anzubringen und bittet jeden, anzurufen, wenn er weitere Informationen über die Schießerei hat. Addison stiehlt auch Kevins Akte aus den Schulakten, aus denen er und Phoebe erfahren, dass Kevin bei der Schulpsychologin in Behandlung war, die ernsthafte emotionale Probleme im außerschulischen Bereich als Ursache seiner nachlassenden schulischen Leistungen vermutete. Eines Tages verrät ein Mitschüler, der zur Tatzeit in der Bäckerei war, dass der Schütze weiß und nicht schwarz war, wie es im ursprünglichen Polizeibericht hieß. Er erwähnt auch, dass Kevin mit einem ehemaligen Schüler namens Noel Zeit verbracht hat. Unterdessen wird Addison für eine Woche suspendiert, nachdem die Schulleitung seinen Spind überprüft und Kevins gestohlene Akte gefunden hat.
Phoebe erzählt Addison von den Informationen, die sie erhalten hat, und die beiden fahren zu Noel in seinem zwielichtigen Viertel in Washington D.C. Sie treffen Noel und seinen Komplizen D Cash, der Addison mitteilt, dass sie Kontakt aufnehmen werden. Addison besucht Kevins Eltern, um zu sehen, ob sie Informationen darüber haben, warum Kevin ermordet wurde. Ein wütender Mr. Broadus greift Addison an und enthüllt, dass Kevin im letzten Jahr viel verschwiegener geworden war und ein schweres Drogenproblem hatte. Addison wird später erneut von Noel und D Cash kontaktiert und soll sich mit ihnen in einer Bar treffen. Addison versucht Phoebe dazu zu bringen, die Hausparty ihrer Mutter zu verlassen, aber sie lehnt ab. Addison gesteht ihr seine Gefühle und geht zu der Verabredung mit Noel und D Cash.
Noel und D. Cash enthüllen, dass Kevin einige Tage vor seiner Ermordung einen mächtigen Drogendealer in einem Nachtclub respektlos behandelt hat, und sie vereinbaren, Addison den Namen eines Mannes zu nennen, der an diesem Abend im Nachtclub war, sofern er eine Drogenlieferung nach Chevy Chase (ein wohlhabendes Viertel, wo sie selbst sofort auffallen würden) für sie übernimmt. Addison liefert die Drogen in einer großen Villa ab, wo überraschenderweise Phoebes Freundin Alex wohnt. Nach der Lieferung der Drogen erhält Addison den Namen des Mannes, der im Nachtclub anwesend war: Mike Lorinner.
Addison ruft Phoebe an und erzählt ihr von Mike. Phoebe drängt Addison, die Polizei einzuschalten. Addison ignoriert sie und kommt bei Lorinners Haus an. Dort platziert er eine Videokamera auf seinem Autodach, um die Konfrontation aufzuzeichnen. Als Lorinner die Tür öffnet, befragt Addison ihn über die Nacht im Club. Lorinner sagt Addison, er solle gehen, will aber von ihm wissen, wie er ihn gefunden hat. Dann bemerkt Lorinner das rote „Aufnahmelicht“ der Kamera. Im selben Augenblick sieht Addison auf dem Grundstück ein Motorrad, wie es vom Täter gefahren wurde. Lorinner hält Addison mit vorgehaltener Waffe fest und enthüllt, dass der Drogendealer, den Kevin nicht respektierte, tatsächlich D Cash war. Als die Polizei eintrifft (vermutlich von Phoebe gerufen), stürzt sich Addison auf einen vorübergehend abgelenkten Lorinner, doch Lorinner schießt ihm in die Schulter und rennt davon.
Im Krankenhaus erholt sich Addison von seiner Wunde und versöhnt sich mit Phoebe. Addison erfährt, dass Lorinner, D. Cash und Noel alle von der Polizei festgenommen wurden. Später nehmen Addison und Phoebe an Kevins Beerdigung teil. Addison wird an der University of Chicago aufgenommen, Phoebe wird in Yale studieren. Bei ihrem letzten Treffen vor der Abreise zum College überreicht Phoebe Addison einen Brief, bei dem es sich offenbar um eine Liste der Zugfahrzeiten zwischen Chicago und New Haven handelt. Addison kehrt nach Hause zurück, wo er sich mit seinem Vater alte Videos seiner Mutter ansieht.

## Produktion

### Casting
Im November 2014 wurde berichtet, dass Chloë Grace Moretz und Catherine Keener für den Film gecastet wurden. Im Januar 2015 sollte Ansel Elgort die Hauptrolle spielen. Die Besetzung von David Strathairn wurde am 23. März 2015 bekannt.

### Dreharbeiten
Die Dreharbeiten begannen am 23. März 2015 in Rhode Island und Washington D.C. und wurden am 28. April 2015 nach 32 Drehtagen abgeschlossen.

## Veröffentlichung
Januar 2015 erwarb Sony Pictures Worldwide Acquisitions die nordamerikanischen und internationalen Vertriebsrechte für den Film. Der Film wurde am 7. November 2017 über Video-on-Demand veröffentlicht, bevor er am 8. Dezember 2017 in den Kinos startete.

## Rezeption
Bei Rotten Tomatoes hat der Film eine Zustimmungsrate von 0 %, basierend auf den Rezensionen von 12 Kritikern, mit einer durchschnittlichen Bewertung von 3,30/10. Auf Metacritic hat der Film eine gewichtete Durchschnittspunktzahl von 31 von 100, basierend auf 5 Rezensionen, was auf „allgemein ungünstige Kritiken“ hinweist.
Sheri Linden von The Hollywood Reporter schrieb: „Die sternenklare Chemie zwischen den Hauptdarstellern Ansel Elgort und Chloë Grace Moretz verleiht dem Coming-of-Age-Drama, dessen Elemente aus Romantik, Kriminalität und Klugscheißangst nie zusammenkommen, ein wenig Energie.“ Owen Gleiberman von Variety nannte es „einen Low-Budget-Achselzucken eines Films, der sowohl alte Klischees (gereizte Drogendealer) als auch etwas weniger alte (der Held filmt sein Leben mit einem Camcorder) wiederverwendet.“
Das Lexikon des internationalen Films gibt einen von fünf Sternen und beurteilt den Film als „holprige[n] Mix aus Coming-of-Age-Drama und Krimi.“